# Psicologia scolastica
La psicologia scolastica è un ramo applicativo della psicologia, che impiega i principi della psicologia dell'educazione, psicologia dello sviluppo, psicologia clinica, e psicologia di comunità per soddisfare le esigenze di salute comportamentale e di apprendimento dei bambini e degli adolescenti nel contesto scolastico, in collaborazione con educatori e genitori. Gli psicologi scolastici sono istruiti in psicologia, sviluppo dell'infanzia e dell'adolescenza, psicopatologia dell'infanzia e dell'adolescenza, istruzione, pratiche familiari e genitoriali, teorie dell'apprendimento e teorie della personalità. Sono addestrati a svolgere test psicologici, valutazione e consulenza psicoeducativa, e nei codici etici, legali e amministrativi della loro professione.
La psicologia scolastica affronta una varietà di temi e di problematiche, come ad esempio i disturbi specifici di apprendimento, l'esclusione sociale, la violenza, il bullismo e la multiculturalità.

## Precursori storici della psicologia scolastica

### Lightner Witmer
Lightner Witmer è riconosciuto come il fondatore della psicologia scolastica Witmer era uno studente di Wilhelm Wundt e James McKeen Cattell. Mentre Wundt riteneva che la psicologia dovesse affrontare lo studio della performance media o tipica, gli insegnamenti di Cattell enfatizzavano le differenze individuali. Witmer seguì gli insegnamenti di Cattell e si concentrò sulle esigenze di apprendimento di ogni singolo bambino. Witmer aprì la prima clinica di orientamento psicologico e infantile nel 1896 all'Università della Pennsylvania. L'obiettivo di Witmer era di preparare gli psicologi per aiutare gli educatori a risolvere i problemi di apprendimento dei bambini, in particolare quelli con differenze individuali. Witmer divenne un sostenitore di questi bambini speciali. Non si concentrava sui loro deficit in sé, ma piuttosto sull'aiutare a superarli, osservando i progressi positivi dell'individuo piuttosto che tutto ciò che ancora non riuscivano a raggiungere. Witmer dichiarò che la sua clinica aiutava "a scoprire difetti mentali e morali e a trattare il bambino in modo tale che questi difetti potessero essere superati o resi innocui attraverso lo sviluppo di altri tratti mentali e morali". Egli credeva fortemente nel fatto che interventi clinici attivi potessero aiutare a migliorare la vita dei singoli bambini.
Dato che Witmer ebbe molto successo attraverso la sua clinica, vide la necessità di coinvolgere più esperti, e sostenne una formazione speciale per gli esperti che lavoravano con bambini eccezionali in speciali classi educative. Chiese perciò la creazione di una "nuova professione che sarà esercitata in particolare in relazione a problemi educativi, ma per la quale la formazione dello psicologo sarà un prerequisito".
Witmer credeva nella formazione adeguata di questi psicologi scolastici, e sottolineò anche l'importanza di test appropriati e accurati per questi bambini speciali. La diffusione del test del QI stava egemonizzando il mondo dell'educazione, dopo la sua creazione nel 1905. Tuttavia, il test del QI aveva influenzato negativamente l'educazione speciale. I creatori dei test del QI avevano una visione nativista dell'intelligenza, credendo che l'intelligenza fosse ereditaria e difficile se non impossibile da modificare in modo significativo attraverso l'educazione. Queste nozioni venivano spesso usate come base per escludere i bambini con disabilità dalle scuole pubbliche. Witmer discusse contro il QI standard per aiutare a selezionare i bambini per l'istruzione speciale. Il processo di selezione dei bambini ideato da Witmer includeva la loro osservazione e il loro coinvolgimento nello svolgere determinati compiti mentali.

### Granville Stanley Hall
Un'altra figura importante all'origine della psicologia scolastica fu Granville Stanley Hall. Invece di guardare al singolo bambino come faceva Witmer, Hall si concentrò maggiormente su amministratori, insegnanti e genitori di bambini eccezionali. Hall pensava che la psicologia potesse dare un contributo al livello del sistema amministrativo dell'applicazione della psicologia scolastica. Hall creò il movimento per lo studio dei bambini, che ha contribuito a coniare il concetto di bambino "normale". Attraverso lo studio sui bambini, Hall ha contribuito a elaborare le mappature dello sviluppo del bambino e ha alimentato il dibattito tra natura e cultura sullo sviluppo del deficit di un individuo. L'obiettivo principale di Hall era ancora lo studio del bambino eccezionale.

### Arnold Gesell
Colmando il divario tra studio infantile, psicologia clinica e educazione speciale, Arnold Gesell è stato il primo negli Stati Uniti a detenere ufficialmente il titolo di psicologo scolastico. Arnold Gesell Ha combinato con successo psicologia ed educazione valutando i bambini e formulando raccomandazioni per gli insegnamenti speciali, aprendo così la strada ai futuri psicologi scolastici.

### Gertrude Hildreth
Gertrude Hildreth è stata psicologa presso la Lincoln School del Teacher's College, Columbia, poi al Brooklyn College di New York. Ha scritto molti libri tra cui il primo libro sulla psicologia scolastica intitolato "Servizio psicologico per problemi scolastici", del 1930. Il libro discute dell'applicazione della scienza della psicologia per affrontare i problemi percepiti nelle scuole. L'obiettivo principale del libro è la psicologia dell'educazione applicata per migliorare i risultati di apprendimento. Hildreth ha elencato 11 problemi che possono essere risolti applicando tecniche psicologiche, tra cui: problemi didattici in classe, valutazione dei risultati, interpretazione dei risultati dei test, raggruppamenti didattici di studenti per risultati ottimali, orientamento professionale, sviluppo del curriculum e indagini su alunni eccezionali. Hildreth ha sottolineato l'importanza della collaborazione con genitori e insegnanti. Ha anche contribuito allo sviluppo di alcuni test, tra cui il Metropolitan Readiness Tests e il Metropolitan Achievement test. Nel 1933 e nel 1939 Hildreth pubblicò una bibliografia di test mentali e scale di valutazione che comprendeva un periodo di 50 anni e oltre 4.000 titoli. Ha scritto circa 200 articoli e bollettini e ha acquisito una reputazione internazionale per il suo lavoro nel campo dell'istruzione.

## Tipologie di intervento
Gli psicologi scolastici sono esperti sia di psicologia che di educazione. Forniscono molti servizi che comprendono le sfide educative, emotive, sociali e comportamentali affrontate da bambini, giovani e giovani adulti. Gli studenti sono i loro principali clienti, ma essi lavorano anche in collaborazione con insegnanti, amministratori scolastici, genitori e servizi della comunità. Gli psicologi scolastici forniscono interventi e cure per raggiungere gli obiettivi formativi, aiutano in casi di traumi e crisi; lavorano con studenti, insegnanti e famiglie per affrontare ostacoli che impediscono il successo scolastico; educano ed espandono le competenze atte a far fronte ai problemi che insorgono durante il periodo di permanenza dei giovani nelle scuole. Utilizzano la prevenzione e l'intervento precoce per limitare i problemi nella vita degli studenti in generale, e in particolare nell'ambiente scolastico. Gli psicologi scolastici aiutano a creare una scuola equa e incoraggiante, attirano l'attenzione sui problemi di salute mentale e sviluppano modi per affrontare i problemi individualmente e a livello scolastico, collaborano con insegnanti e genitori per affrontare piani di comportamento efficaci e garantire l'accettazione e il valore della diversità. Gli psicologi scolastici gestiscono le valutazioni e affrontano le difficoltà che tutti gli studenti incontrano nello sviluppo psicologico, sociale, personale, emotivo ed educativo. Esaminano e rivedono anche le tecniche per affrontare i problemi degli studenti e delle scuole per mantenere un ambiente sano e sicuro. Forniscono consulenza e gestione dei casi garantendo che le esigenze degli studenti siano soddisfatte; parlano con gli studenti dentro e fuori dalla scuola; si assicurano che tutte le persone coinvolte siano consapevoli delle esigenze dello studente, quali risorse siano disponibili e come ottenere i servizi; aiutano nella comunicazione tra genitori, scuole e servizi comunitari; contribuiscono a modificare i piani di rendimento per soddisfare al meglio le esigenze degli studenti. Gli psicologi scolastici chiedono assistenza ai servizi della comunità in materia di salute mentale, salute e risposta alle crisi; contribuiscono a educare il pubblico, i genitori e le scuole attraverso corsi di formazione su questioni che riguardano studenti e scuole.

### Interventi a livello sistemico
A livello di sistema, gli psicologi scolastici raccolgono dati riguardanti pratiche come programmi di lettura, metodi disciplinari o questioni sociali e prendono decisioni per promuovere e influenzare il benessere di tutti gli studenti nel sistema scolastico. Quando un cambiamento avviene a livello di sistema, gli studenti ricevono i migliori risultati, perché i possibili problemi e le eventuali difficoltà vengono generalmente prevenuti prima che abbiano la possibilità di svilupparsi. I tipi di misure preventive includono programmi di sensibilizzazione multiculturale, iniziative sanitarie o politiche anti-bullismo.
Una delle maggiori sfide che gli psicologi scolastici affrontano con approcci sistemici è la cooperazione tra scuole e famiglie. Questo a volte è difficile da raggiungere semplicemente a causa di orari contrastanti, differenze culturali e mancanza di fiducia reciproca. I ricercatori nel campo della psicologia scolastica riconoscono le sfide pratiche che gli psicologi scolastici affrontano quando lottano per un cambiamento a livello di sistema, e hanno messo in evidenza un dominio più gestibile all'interno di un approccio a livello di sistema: la classe. Gli psicologi scolastici possono offrire molti servizi a insegnanti e studenti a livello di classe. Ad esempio, possono aiutare a sviluppare piani di modifica del comportamento in classe e strategie di insegnamento alternative. Gli psicologi scolastici possono essere inoltre consulenti degli insegnanti a livello di classe.
Indipendentemente dal livello di intervento (individuo, di classe o di sistema), la promozione della collaborazione famiglia-scuola è esso stesso un altro esempio di un servizio di sistema che gli psicologi scolastici cercano di sviluppare.
Migliorare il clima scolastico può essere uno dei compiti di uno psicologo scolastico. Il clima scolastico è costantemente identificato dai ricercatori come una variabile correlata all'efficacia delle scuole. In particolare, il clima scolastico positivo è associato a numerosi risultati degli studenti, tra cui rendimento scolastico, frequenza, concetto di sé e comportamento corretto. Pertanto, un obbiettivo della psicologia scolastica è cercare di migliorare il clima scolastico come approccio preventivo a livello di scuola, piuttosto che come approccio reattivo o correttivo. Le buone pratiche propongono che il clima scolastico sia descritto e valutato prima di sviluppare un piano d'azione. Mentre gli sforzi per migliorare il clima scolastico possono essere attuati a livello nazionale con riforme su vasta scala, o su scala minore a livello di singola scuola o distretto, le strategie utilizzate per migliorare il clima scolastico devono essere basate sui punti di forza e di debolezza individuali di ogni scuola. Gli psicologi scolastici possono svolgere un ruolo fondamentale nel promuovere un clima scolastico positivo all'interno delle loro scuole e distretti. Nel fare questo, gli psicologi scolastici dovrebbero collaborare con altre parti interessate tra cui legislatori, dirigenti scolastici, personale scolastico, studenti e genitori. Nel complesso, ha senso per gli psicologi scolastici dedicare notevoli sforzi al monitoraggio e al miglioramento del clima scolastico per tutti i bambini e i giovani, poiché questo si è dimostrato essere un efficace approccio preventivo.

### Situazioni di crisi
L'intervento in situazioni di crisi è parte integrante della psicologia scolastica. Gli eventi di crisi possono influenzare in modo significativo la capacità di uno studente di apprendere e di comportarsi in modo efficace. Molti modelli di risposta alle crisi nelle scuole suggeriscono che un rapido ritorno alla routine può essere utile per far fronte alle crisi.
Uno dei modelli utilizzati dall'americana National Association of School Psychology (NASP) è il "modello a più livelli di servizi differenziati". Il tipo di intervento che verrà fornito si basa sulla vicinanza temporale della crisi che si è verificata, sul grado in cui è necessario il tipo di intervento e sulla natura dell'intervento che verrà fornito. Questo modello divide l'intervento di crisi all'interno delle scuole in tre livelli. Il primo livello è etichettato come intervento di crisi universale o primario. Durante un intervento universale, i servizi e le risorse sono forniti a tutti gli individui che sono stati esposti a una crisi. Questo livello di intervento viene di solito fornito immediatamente dopo la crisi, ed è indirizzato a individui a basso rischio di traumi psicologici. I servizi a questo livello sono progettati per prevenire o ridurre il trauma psicologico, garantire la salute fisica della popolazione scolastica, assicurarsi che si sentano al sicuro dopo l'evento di crisi e includono la valutazione del rischio di trauma psicologico. Il livello secondario, o intervento selezionato, fornisce servizi agli individui che sono stati moderatamente o gravemente traumatizzati dall'evento di crisi. Le persone che rientrano in questo livello hanno difficoltà a far fronte individualmente all'evento che si è verificato. Gli interventi selezionati vengono generalmente forniti giorni o settimane dopo che si è verificato l'evento, fornendo una psicoeducazione che riguarda le sfide da affrontare; interventi a livello di classe che facilitano l'elaborazione di esperienze critiche; e servizi ad personam incentrati sulla creazione di capacità di coping immediate. Infine, gli interventi di terzo livello sono forniti agli individui che sono stati più gravemente traumatizzati. Tali interventi di solito includono una minoranza della popolazione scolastica e vengono forniti circa una settimana o più dopo che si è verificato l'evento critico. Queste reazioni all'evento sono in genere molto gravi e richiedono un trattamento professionale di salute mentale.
L'obiettivo primario degli interventi è aiutare gli studenti esposti alla crisi a tornare alle loro capacità di base, in modo che essi possano recuperare il loro livello di funzionamento pre-crisi.

### Consulenze
La consulenza è una parte importante dell'attività di uno psicologo scolastico, perché consente di raggiungere più bambini rispetto all'uso di tecniche di intervento diretto. Gli psicologi scolastici possono fornire consulenza a livello di sistema o consulenza sui servizi umani. Durante la consultazione a livello di sistema, lo psicologo scolastico lavora con amministratori, personale e insegnanti per identificare una preoccupazione e un intervento a livello di scuola, e per affrontare il problema su vasta scala (ad esempio per l'implementazione di un programma anti-bullismo a livello di scuola). Durante la consulenza sui servizi umani lo psicologo scolastico di solito lavora con un insegnante per aiutarlo a fornire aiuto allo studente. Questo viene fatto attraverso un metodo di risoluzione dei problemi che consentirà all'insegnante di applicare lo stesso processo per aiutare gli altri studenti senza il supporto diretto dello psicologo scolastico.
La consulenza è generalmente considerata una relazione triadica, con lo psicologo scolastico che lavora con un insegnante o un genitore nella speranza di aiutare a cambiare il comportamento di uno o molti studenti. Gli psicologi scolastici possono consultare i genitori per affrontare a casa i problemi di apprendimento e comportamentali che possono interferire con il progresso scolastico. Più frequentemente però gli psicologi scolastici lavorano con gli insegnanti durante la consulenza, per raggiungere i molti studenti nelle loro classi. Gli psicologi scolastici offrono consulenze agli insegnanti principalmente sullo sviluppo e l'implementazione di tecniche di gestione della classe e sull'implementazione di interventi specifici per studenti specifici.

### Interventi diretti
Gli psicologi scolastici sono spesso responsabili della selezione e dell'attuazione degli interventi accademici. Negli Stati Uniti, la fornitura di servizi di psicologia scolastica si è spostata negli anni '90 verso un focus sulla risoluzione dei problemi, che è un approccio volto a sviluppare interventi e garantire risultati. Ciò era in contrasto con il precedente modello basato sull'attesa. Questo approccio alla risoluzione dei problemi viene comunemente definito Response to Intervention (RTI) e viene costantemente adottato da sempre più scuole. È costituito da un sistema di supporto multilivello che fornisce interventi e servizi agli studenti con intensità crescente in base alla gravità dei bisogni. L'RTI richiede che gli psicologi scolastici siano coinvolti nell'identificazione precoce delle difficoltà e dei bisogni di apprendimento e comportamentali. Gli psicologi scolastici lavorano in collaborazione con insegnanti e altro personale di educazione speciale per determinare quali servizi e supporti devono essere implementati per servire al meglio gli studenti in difficoltà. RTI include componenti specifici per garantire in modo efficace che tutti gli studenti stiano facendo progressi adeguati, inclusi: 1) istruzione di alta qualità e supporto comportamentale, 2) interventi ben studiati e basati su prove, che sono implementati con fedeltà, 3) monitoraggio continuo dei progressi e raccolta di dati, 4) collaborazione continua di un team educativo e 5) coinvolgimento e partecipazione dei genitori. Questi interventi possono essere concettualizzati come un insieme di procedure e strategie progettate per migliorare le prestazioni degli studenti, con l'intento di colmare il divario tra le prestazioni attuali e le aspettative rispetto a tali prestazioni. Gli interventi a breve e lungo termine, utilizzati nell'ambito di un modello di problem-solving, devono essere basati sulle evidenze. Ciò significa che le strategie di intervento devono essere state valutate da ricerche sperimentali o quasi-sperimentali, che hanno utilizzato analisi rigorose dei dati e procedure di revisione paritaria per determinarne l'efficacia. L'implementazione di interventi basati sull'evidenza per comportamenti e preoccupazioni accademiche richiede una formazione significativa, lo sviluppo di abilità, e pratiche supervisionate. Il collegamento tra valutazione e intervento è fondamentale per determinare la scelta dell'intervento corretto. Gli psicologi scolastici sono appositamente formati per garantire che gli interventi siano attuati con integrità, in modo da massimizzare i risultati positivi per gli studenti.

## La psicologia scolastica nel mondo
La psicologia scolastica nasce negli Stati Uniti, e soprattutto in questo paese, il ruolo dello psicologo scolastico è stato strettamente collegato al diritto pubblico per l'educazione degli studenti con disabilità. Nella maggior parte delle altre nazioni, tuttavia, non è così. Nonostante questa differenza, molte delle funzioni di base di uno psicologo scolastico, come la consultazione, l'intervento e la valutazione sono condivise dalla maggior parte degli psicologi scolastici in tutto il mondo. 
È difficile stimare il numero di psicologi scolastici in tutto il mondo. Recenti sondaggi indicano che ci possono essere da 76.000 a 87.000 psicologi scolastici che praticano in 48 paesi, di cui 32.300 negli Stati Uniti. Dopo gli Stati Uniti, la Turchia ha il numero più grande stimato di psicologi scolastici (11.327), seguito dalla Spagna (3.600), e quindi da Canada e Giappone (3.500 ciascuno).